# آدم ديفلن
آدم ديفلن (بالإنجليزية: Adam Devlin)‏ هو كاتب أغاني وعازف قيثارة بريطاني، ولد في 17 سبتمبر 1969 في لامبث ‏ في المملكة المتحدة.

## وصلات خارجية
- آدم ديفلن على موقع ميوزك برينز (الإنجليزية)
- آدم ديفلن على موقع أول ميوزيك (الإنجليزية)
- آدم ديفلن على موقع ديسكوغز (الإنجليزية)